# Транс-Дихлородиамминплатина(II)
транс-Дихлородиамминплатина(II) — неорганическое вещество, комплексный хлорид-аммиакат металла платины с формулой транс-[Pt(NH3)2]Cl2. При нормальных условиях представляет собой светло-жёлтое вещество.

## Получение
- Взаимодействие горячей концентрированной соляной кислоты с хлоридом тетраамминплатины(II):

{\displaystyle {\mathsf {[Pt(NH_{3})_{4}]Cl_{2}+2HCl\ {\xrightarrow {H_{2}O}}\ [Pt(NH_{3})_{2}Cl_{2}]+2NH_{4}Cl}}}

## Свойства
транс-Дихлородиамминплатина(II) образует светло-жёлтое вещество.